# The Life and Death of Frida Kahlo
The Life and Death of Frida Kahlo è un documentario cortometraggio del 1976 diretto da David e Karen Crommie e basato sulla vita della pittrice messicana Frida Kahlo.